# Čardarinská přehradní nádrž
Čardarinská přehradní nádrž (kazašsky Шардара бөгені, rusky Чардаринское водохранилище) je přehradní nádrž na území Turkestánské oblasti v Kazachstánu zasahující také na území Uzbekistánu. Má rozlohu 900 km². Je 70 km dlouhá a maximálně 20 km široká. Průměrná hloubka je 6,5 m. Má objem 5,7 km³.

## Vodní režim
Přehradní nádrž na řece Syrdarje za přehradní hrází Čardarinského hydrouzlu byla naplněna v letech 1965-68.

## Využití
Byla vybudována za účelem zlepšení zásobování vodou na zavlažovaných územích a likvidace povodní na dolním toku Syrdarji a také zavlažování nových území. Také se zlepšily podmínky pro lodní dopravu na Syrdarji a zvýšila se výroba elektrické energie na Farchadské a Kajrakkumské hydroelektrárně. Přebytky vody v přehradě zásobují vodou jezero Ajdarkul. Je zde rozvinuté rybářství (kapři, candáti, štiky).